# Bolaget (musikgrupp)
Bolaget är en svensk musikgrupp från Falun, som bildades 2019. Gruppen består av Adam Bergestål, Gustav Jörgensen, Oliver Norqvist och William Ahlborg.
Gruppens låt "Kan inte gå" blev Sveriges mest streamade låt under 2022 och har sålt fyra gånger platina. Under 2023 lyckades även deras låt "Ikväll igen" bli årets mest streamade låt i Sverige, samtidigt som "Kan inte gå" även 2023 knep andraplatsen. Vid Grammisgalan 2024 utsågs "Ikväll igen" till Årets låt.

## Historik
Gruppen bildades efter att en idé om att skapa ett band växte under en fest som medlemmarna var på. De hade redan då gjort en låt och behövde bara ett namn till gruppen. Namnet kom till efter att gruppen sett Systembolagets logga hängande på väggen i rummet. Låten som sedan publicerades fick mycket uppmärksamhet och blev startskottet för bandet.

## Medlemmar
- Adam Bergestål, född 23 maj 1997
- Gustav Jörgensen, född 3 maj 1997
- William Ahlborg, född 25 april 1998
- Oliver Norqvist, född 3 augusti 1996[6]

## Diskografi[7]

### Singlar
| Titel                             | År   | Högsta placering på Sverigetopplistan |
| --------------------------------- | ---- | ------------------------------------- |
| Vin & pengar                      | 2019 | 234                                   |
| Fem Komma Tvåan                   | 2019 | 56                                    |
| Afterwork                         | 2019 | 100                                   |
| Nykter                            | 2019 | 56                                    |
| Efterskida                        | 2020 | 76                                    |
| Jag & Åke                         | 2020 | 55                                    |
| Fingrarna i halsen                | 2020 | 40                                    |
| Dum                               | 2020 | 20                                    |
| Borde gå hem                      | 2021 | 98                                    |
| Brände hela lönen (med De Vet Du) | 2021 | 57                                    |
| Kan inte gå                       | 2022 | 1                                     |
| SUPA (med De Vet Du)              | 2022 | 14                                    |
| Någon annan (efter fem)           | 2022 | 100                                   |
| Ikväll igen                       | 2023 | 1                                     |
| Farväl                            | 2023 | 1                                     |
| Astronaut - Spotify Singles       | 2023 | 2                                     |
| Låt Mig Va (med Victor Leksell)   | 2023 | 1                                     |
| Välkommen ner                     | 2024 | 4                                     |
| Längesen                          | 2024 |                                       |
| Alla Ska Dö                       | 2025 |                                       |
| Superman (med HOFFMAESTRO)        | 2025 |                                       |